# Peščeni stolpi
Peščeni stolpi (angleško Hoodoo, imenovani tudi šotoraste skale, pravljični dimniki ali zemeljske piramide) so visok, tanki stolpi iz kamnin, ki štrlijo iz dna suhe rečne doline. Običajno so iz relativno mehke kamnine, ki jo je obremenil težji, manj erodiran kamen, ki ščiti vsak stolp od škodljivimi vplivi. Na splošno nastajajo v sedimentnih in vulkanskih kamninah..
Stolpe najdemo predvsem v puščavi na suhih, vročih območjih. Razlika med stolpi in konicami (ali zvoniki) je ta, da imajo stolpi spremenljivo debelino, ki se pogosto opisuje kot »telo v obliki totema«. Konica pa ima bolj gladek profil ali enakomerno debelino, ki se oži od tal navzgor. Primer take konice, kot zemeljske piramide, je Aultderg Burn, v bližini Fochabersa na Škotskem. 
Stolpi so visoki od povprečne človeške višine do višine, ki presega 10-nadstropno zgradbo. Na oblike vplivajo erozijski vzorci izmeničnih trdih in mehkih kamnitih slojev. Minerali, deponirani v različnih vrstah kamnin, povzročajo, da imajo stolpi različne barve po višini.

## Pojav
Peščeni stolpi se pogosto pojavljajo na planoti Colorado in v regijah Badlands severne Great Plains (obe v Severni Ameriki). Medtem ko so stolpi razpršeni po teh območjih, nikjer na svetu niso tako bogati kot v severnem delu Narodnega parka Bryce Canyon, ki je v ameriški zvezni državi Utah. Stolpi so prav tako zelo vidni nekaj sto kilometrov stran na državnega parka Goblin Valley na vzhodni strani San Rafael Swell.
Peščene stolpe (turško peribacası) najdemo tudi v regiji Kapadokija v Turčiji, kjer so bile v formacije izklesane hiše. Upodobljeni so bili tudi na hrbtni strani turškega bankovca za 50 novih lir 2005-2009. 
V francoščini se formacije imenujejo demoiselles coiffées (gospe z lasmi) ali cheminées de fées (pravljični dimniki), več jih najdemo v Alpes-de-Haute-Provence; med najbolj znanimi primeri je formacija imenovana Demoiselles Coiffées de Pontis. 
Stebri Awa Sand v prefekturi Tokushima na Japonskem so stolpi iz plasti stisnjenega peska in peščenjaka. 
V Đavolji Varoši v Srbiji je okoli 200 formacij, ki so jih lokalni prebivalci opisovali kot zemeljske piramide ali stolpi. Od leta 1959 je država zaščitila Đavoljo Varoš. Lokacija je bila tudi nominirana v glasovanju za novih sedem čudes narave. 
Kamniti stolpi na severni obali Tajvana so nenavadni za obalno okolje. Kamni, ki so nastali kot morsko dno, so hitro rasli iz oceana v miocenu.  Prizadevali so si za upočasnitev erozije pri ikoničnih primerih v Wanli.
Stolpi v Drumhellerju, Alberta, so sestavljeni iz gline in peska, deponiranega med 70 in 75 milijoni leti v času krede. Lahko imajo edinstven videz, podoben gobi, saj je osnova hitreje erodirala v primerjavi z zgornjim delom, hitrost je skoraj en centimeter na leto in je hitrejša od večine geoloških struktur. 

## Oblikovanje
Peščeni stolpi se po navadi oblikujejo na območjih, kjer je debel sloj relativno mehke kamnine, kot je muljevec, slabo sprijet peščenjak ali tuf (konsolidirani vulkanski pepel), pokrit s tanko plastjo trde kamnine, kot je dobro sprijet peščenjak, apnenec ali bazalt. V ledeniških gorskih dolinah je mehko erodiran material lahko ledeniški drobir, zaščiten z velikimi ploščami. Sčasoma razpoke v plasti omogočajo precej mehki skali da erodira. Nastane oblika, kjer ostane majhen pokrov odporne plasti in ščiti stožec spodnjega mehkega sloja pred erozijo. Težka kapa, ki pritiska navzdol, daje podstavku stolpa moč, da se upre eroziji.  Sčasoma erozija mehke plasti povzroči da pokrov pade, stolp se sčasoma zniža in izgine. 
Običajno peščeni stolpi nastanejo zaradi več procesov preperevanja, ki neprekinjeno deluje pri eroziji robov kamninske formacije. Na primer, primarna sila preperevanja v Bryce Canyonu je zmrzal. Stolpi v Bryce Canyonu vsako leto doživijo več kot 200 ciklov zamrzovanja / odmrzovanja. V zimskem času se taljenje snega v obliki vode izliva v razpoke in nato ponoči zamrzne. Ko voda zamrzne, se razširi za skoraj 10%, razpoke se razprejo in  postanejo širše ter bolj občutljive za erozijo.
Poleg zmrzali, je dež še en vremenski proces, ki povzroča erozijo. V večini mest danes je deževnica nekoliko kisla, zato šibka karbonska kislina počasi topi zrnje apnenca. To je proces, ki zajame robove stolpov in jim daje gručaste in izbočene profile. Kjer notranji muljasti sloj prekinja apnenec, lahko pričakujemo, da bo kamen bolj odporen na kemične vplive. Veliko bolj vzdržljivi stolpi so s posebno vrsto z magnezijem bogatega apnenca, ki se imenuje dolomit. Dolomit se raztaplja z veliko počasneje in posledično ščiti šibkejši apnenec pod njim. Dež je tudi glavni vir erozije (dejanske odstranitve drobirja). 